# تلمبه زنگی‌آبادی (کرمان)
تلمبه زنگی‌آبادی یک منطقهٔ مسکونی در ایران است که در دهستان قناتغستان واقع شده‌است. تلمبه زنگی‌آبادی ۳۴ نفر جمعیت دارد.